# Pseudoberengueria burtti
Pseudoberengueria burtti är en insektsart som först beskrevs av Vitaly Michailovitsh Dirsh 1951.  Pseudoberengueria burtti ingår i släktet Pseudoberengueria och familjen gräshoppor. Inga underarter finns listade i Catalogue of Life.